# Герард, Владимир Николаевич
Влади́мир Никола́евич Ге́рард (26 сентября 1839, деревня Демьянки, Белицкий уезд, Могилевская  губерния, Российская империя — 7 декабря 1903, Санкт-Петербург, Российская империя) — присяжный поверенный и председатель совета присяжных поверенных округа Санкт-Петербургской судебной палаты, основатель и многолетний руководитель общества защиты детей от жестокого обращения, надворный советник.

## Биография

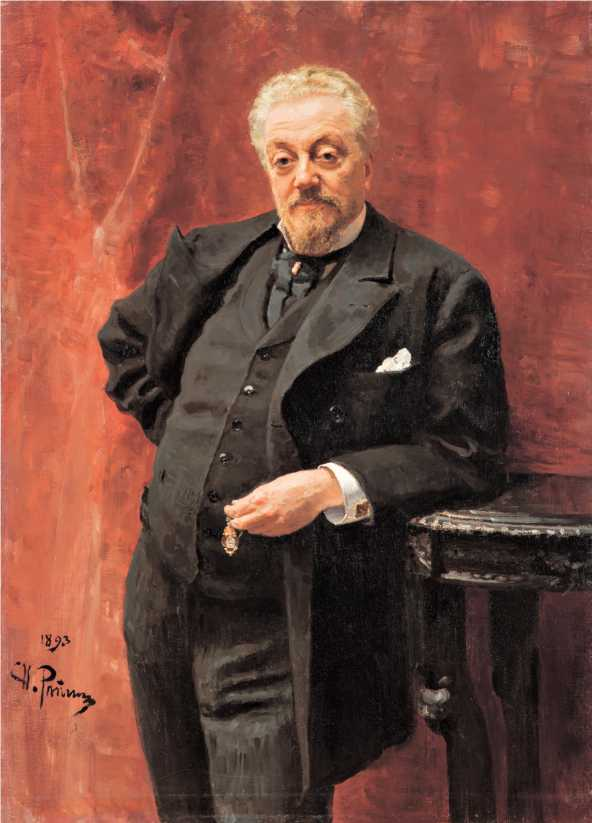
И. Е. Репин. Портрет адвоката В. Герарда (1893)

Владимир Герард родился 26 сентября 1839 году в деревне  Демьянки Белицкого уезда, Могилевской губернии в дворянской семье поручика лейб-гвардии Егерского полка в отставке, чиновника канцелярии Святейшего Синода Николая Ивановича (1808—1839) и Елены Петровны (†1878; в девичестве Пирамидонова) Герард. Его бабушки: 1) принцесса Кастриото-Скандербек и 2) баронесса Мариа Маркловская. Брат Николай Николаевич Герард — сенатор и генерал-губернатор Финляндии.
12 мая 1859 года окончил Императорское Училище правоведения в Санкт-Петербурге.
После окончания училища и до 1866 года служил чиновником департамента Министерства юстиции в Царстве Польском, был членом юридической комиссии, готовившей введение Судебных уставов 1864 года для Польши.
С июля 1866 года выполнял обязанности обер-секретаря Правительствующего Сената, а со 2 октября 1866 года стал членом Петербургского окружного суда.
16 марта 1868 года вступил в сословие присяжных поверенных при окружной Петербургской судебной палате.
В 1902—1903 гг. — председатель Петербургского (самого авторитетного) Совета присяжных поверенных.
Владимир Николаевич Герард умер 7 декабря 1903 года в городе Санкт-Петербурге.

## Адвокатская деятельность
Герард вёл дела преимущественно уголовные. Известность пришла к нему благодаря участию в политических процессах. С 1870 по 1890 годы он выступил защитником в 12 политических делах, включая самые крупные и значимые для своего времени: дело нечаевцев, процесс 50-ти (защищал Н. Ф. Цвиленева, В. Н. Батюшкову,  А. Е. Трубецкого, Л. А. Иванова), процесс 193-х (защищал 16 участников процесса), по делу 1 марта 1881 года (защищал Н. И. Кибальчича), процесс 20-ти (защищал Ф. О. Люстига).
Герард работал с такими корифеями как Плевако, Спасович, Карабчевский и многими другими присяжными поверенными первого призыва и пользовался большим авторитетом среди коллег и общественности.
В правительственных кругах считался неблагонадежным. Находился под негласным надзором 3-го отделения Собственной Е. и. в. канцелярии. Участвовал в антиправительственной демонстрации 5 апреля 1878 на панихиде в память о народнике Г. П. Сидорацком.

## Общественная деятельность
Занимался благотворительной деятельностью. Много лет был председателем Общества защиты детей от жестокого обращения.
Был тесно связан с художественной интеллигенцией, дружил со своими товарищами по Училищу правоведения — композитором П. И. Чайковским и поэтом А. Н. Апухтиным.